# Поротос гранадос
Поротос гранадос — традиційне чилійське сільське рагу, яке готують переважно зі стиглої журавлинної квасолі, зерен кукурудзи та кабачки. Інші поширені інгредієнти — цибуля та трави, такі як кмин, базилік і орегано. У деяких рецептах також використовується гарбуз. Його вважають літнім рагу, оскільки саме в цей час у центральному та південному Чилі збирають кукурудзу та літні кабачки.

## Походження
Народ мапуче, серед іншого, вирощував квасолю з доколумбових часів, і більшість інгредієнтів цієї страви походять з Америки. Свою назву рагу отримало від головного інгредієнта — стиглої зібраної журавлини (каргаманто), яка походить із Колумбії, але також поширена серед народу аймара. Слово poroto, характерне для Чилі, південного Перу та Аргентини, походить від слова purutu мовою кечуа, що означає квасоля.

## Підготовка
Найпоширенішим приготуванням поротос гранадос є вегетаріанська версія, яка готується шляхом тушкування інгредієнтів в овочевому бульйоні. Оригінальний рецепт передбачає використання свіжозібраної стиглої квасолі, яку в Іспанії називають «почас» (pochas). Іноді поротос гранадос подають з чилійським салатом, також літнім рецептом із чилійської сільської місцевості.

## Варіації
Хоча оригінальна версія готується з квасолі каргаманто, яка дала назву рагу, подібні рагу готують із квасолі тортола, коскорон і бобів байо — трьома основними сортами квасолі, що вирощуються в Чилі. Заміна овочевого бульйону на курячий або яловичий бульйон не є рідкістю, а в наш час для зручності використовують заморожені боби та овочі. Існує також традиційний варіант під назвою «Porotos granados con mazamorra», коли кукурудза розтирається до стану пасти.

## Дивитися також
- Чилійська кухня
- Культура Чилі
- Чилійський салат